# Trinitatiskirche (Arco)

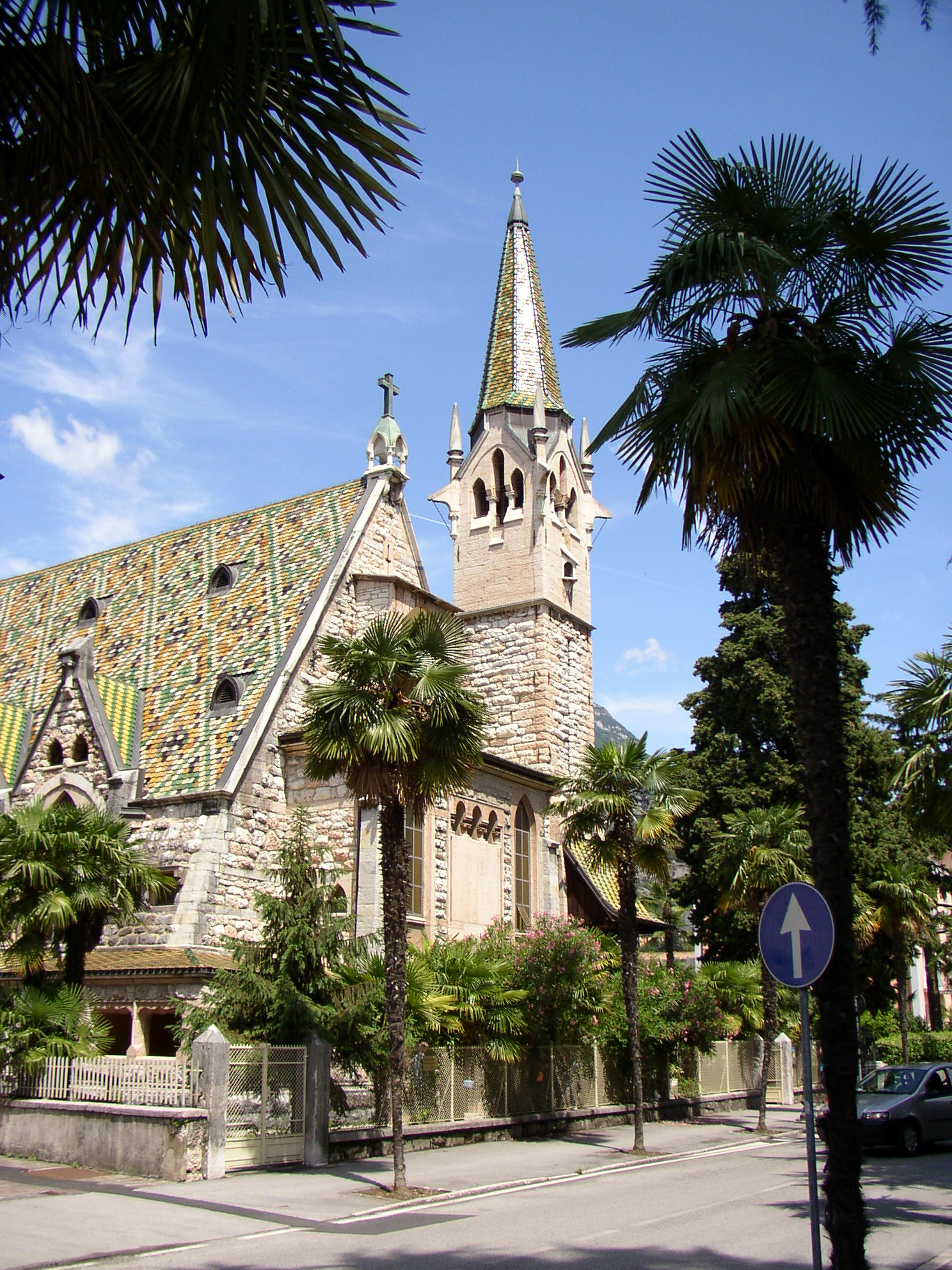
Arco, Trinitatiskirche

Die Trinitatiskirche (italienisch Santissima Trinità) ist eine evangelisch-lutherische Kirche in Arco und zugleich die einzige evangelisch-lutherische Kirche in der Provinz Trient.

## Geschichte
Der Bau der protestantischen Kirche ist eng mit dem Aufstieg Arcos als Kurort in der zweiten Hälfte des 19. Jahrhunderts verbunden. Mit der stetig wachsenden Zahl von Kurgästen aus den anderen Kronländern der Habsburgermonarchie, aber vor allem aus dem Deutschen Kaiserreich, wuchs das Bedürfnis evangelische Gottesdienste in der sonst rein römisch-katholischen Gemeinde abzuhalten.
Betreut von der Christuskirche in Meran fanden seit 1878 regelmäßige evangelische Gottesdienste in Arco statt, die seit 1885 durch einen eigens vom „Verein für die Einrichtung deutsch-evangelischer Gottesdienste in Curorten“ in Frankfurt für die Kursaison berufenen Geistlichen abgehalten wurden.
Zu den Förderern eines Kirchenbaus zählte der Kurarzt Max Kuntze, der auch einen wesentlichen Beitrag zum Aufstieg Arcos als Kurort leistete. Im Januar 1892 wurde ein 850 m² großer Baugrund von dem aus Franzensfeste stammenden Hotelier Franz Landtmann am südlichen Stadtrand von Arco für einen Kaufpreis von 2125 Gulden erworben. Das Grundstück lag nur wenige hundert Meter vom Bahnhof Arco der im Jahr zuvor eröffneten Lokalbahn Mori–Arco–Riva entfernt. Am 27. März 1897 wurde das Bauprojekt genehmigt und vier Tage später, am 31. März 1897, der Grundstein gelegt. Die Einweihung fand am 18. Februar 1900 statt. Bei ihrer Einweihung war sie die erste beheizbare Kirche im italienischsprachigen Teil Tirols. Mit dem Entwurf der Kirche, einer in Bossenwerk errichteten Saalkirche mit seitlich gesetztem Turm und weit herabgeführtem, mit farbigen Ziegeln gedecktem Dach, in das die übergiebelten Fenster einschneiden, war der aus Hamburg stammende und in Meran lebende Maler und Architekt Heinrich Fricke beauftragt worden.
Der Bau der evangelischen Kirche in Arco fand aber nicht nur Befürworter. Irredentistische Kreise unter der Führung der in Trient erscheinenden italienisch-nationalistischen Zeitung Alto Adige sahen darin einen weiteren Vorstoß des Pangermanismus, mit dem das deutsche Element am Gardasee gestärkt werden sollte. 1906 wurde auf dem Höhepunkt dieser Auseinandersetzung eine Kampagne für die Italianität des Gardasees gestartet.
Nach dem Ausbruch des Ersten Weltkriegs im Sommer 1914 und der italienischen Neutralitätserklärung wurden die Gottesdienste in der Trinitatiskirche zunächst fortgesetzt. Erst als sich die politische Lage mit dem Königreich Italien 1915 weiter anspannte, wurden sie eingestellt. Mit der von den Behörden angeordneten Evakuierung der Stadt im Mai 1915 verließ auch der evangelische Pastor Arco, während die Trinitatiskirche von den k.u.k. Militärbehörden requiriert und als Lagerraum genutzt wurde. Die im Mai 1902 montierten Kirchenglocken wurden beschlagnahmt und für Kriegszwecke eingeschmolzen. 1917 wurde das Gebäude von einer italienischen Artilleriegranate getroffen und schwer beschädigt. Auch nach dem Ende des Krieges wurde die Kirche noch von den Militärs vereinnahmt, nun vom Königlich-Italienischen Heer.
Erst 1924 fanden wieder evangelische Gottesdienste in ihr statt. Zwei Jahre später erhielt sie dank eines großzügigen Spenders wieder zwei Glocken. Da jedoch nach dem Anschluss an das Königreich Italien zum Großteil auch die evangelische Kirchengemeinde der Stadt zerschlagen worden war, wurden die Gottesdienste schließlich eingestellt und die Trinitatiskirche zum Kauf angeboten. Nachdem sich kein Käufer gefunden hatte, wurde sie 1935 an die römisch-katholische Pfarrgemeinde der Stadt vermietet. Die der heiligen Teresa neu geweihte Kirche wurde bis 1971 von der römisch-katholischen Kirche für Gottesdienste genutzt.
An Weihnachten 1971 wurde wieder ein evangelischer Gottesdienst in der Trinitatiskirche abgehalten. Beim Erdbeben im Friaul 1976 erlitt sie Schäden. Von 1991 bis 1994 erfolgte dank der finanziellen Unterstützung der Provinz Trient und der Gemeinde Arco eine erste Restaurierung, 2015 wurde der Außenbereich saniert. Eine anschließende, von der evangelischen Gemeinde Meran getragene Innensanierung konnte 2019 abgeschlossen werden. Seit 2021 wird sie auch als Veranstaltungsort für kulturelle Veranstaltungen genutzt.